# ملانی رنه
ملانی رنه (به انگلیسی: Mélanie René) (زاده ۱ سپتامبر ۱۹۹۰) خواننده سوئیسی است.
او در مسابقه آواز یوروویژن ۲۰۱۵ نماینده سوئیس بود.